# HD110575
HD110575 — хімічно пекулярна зоря спектрального класу A5, що має видиму зоряну величину в смузі V приблизно  6,4.
Вона  розташована на відстані близько 234,6 світлових років від Сонця.